# Comté de Manjimup
Le Comté de Manjimup est une zone d'administration locale sur la côte sud-est de l'Australie-Occidentale en Australie à environ 320 km au sud de Perth. 
Le centre administratif du comté est la ville de Manjimup.
Le comté est divisé en un certain nombre de localités :
- Manjimup
- Pemberton
- Northcliffe
- Walpole

Le comté a 10 conseillers locaux en 4 circonscriptions.
L'île Chatham est située dans le comté. 